# Xenocynus
Xenocynus is een geslacht van uitgestorven buideldierachtigen behorend tot de Sparassodonta. Het geslacht omvat één soort, X. crypticus, en het was een carnivoor die tijdens het Eoceen in Zuid-Amerika leefde.

## Fossiele vondsten
Fossielen van Xenocynus zijn gevonden in afzettingen in het Itaboraí-bekken in Brazilië, daterend uit de South American Land Mammal Ages Itaboraian. Xenocynus deelde het leefgebied met de basale sparassodonten Silvenator en Patene. 

## Kenmerken
Xenocynus was van de drie sparassodonten van Itaboraí de kleinste vorm. Qua formaat en leefwijze was vergelijkbaar met de hedendaagse kaalstaartbuidelrat. Insecten en ongewervelden vormden een belangrijk deel van het dieet van Xenocynus. 